# Göteborgs Sjöscoutkår
Göteborgs Sjöscoutkår är en direktansluten scoutkår till Scouterna som bildades 1913. Kåren har sin bas i Göteborg på kårstationen som ligger på Brännö. Sjöverksamheten sköts ifrån sjöscoutgården Klippan som ligger i Klippans kulturreservat i Majorna. Kåren hade 2018 drygt 150 medlemmar. Göteborgs Sjöscoutkår är en av Sveriges äldsta fortfarande aktiva scoutkårer.

## Historia
De första sjöscouterna i Göteborg samlades den 16 november 1913 i en arrendestuga i Långedrag och genomförde sin första segling under förmiddagen samma dag. Ledaren för scouterna var sjökapten Tage Svalander som också blev den första ordföranden i föreningen.
År 1945 blev föreningen utköpta från huset i Långedrag, och med hjälp av de pengarna och ytterligare insamlat kapital inköptes en fastighet på Brännö i Göteborgs södra skärgård. Där byggdes den nuvarande kårstationen.
Sedan år 1975 hyr föreningen mangårdshuset till Älvsborgs Kungsladugård i Klippans kulturreservat, där verksamheten även har hållits på veckodagar sedan dess.

## Verksamhet
Göteborgs Sjöscoutkår har verksamhet från 10 års ålder:
- Spårarscouting (årskurs 2 till 3)
- Upptäckarscouting (årskurs 4 till 5)
- Äventyrarscouting (årskurs 6 till 8)
- Utmanarscouter (årskurs 9 till 18 års ålder)
- Roverscouter (18 till 25 år)
- Ledare (över 25 år)

Kåren håller till i kårstationen på Brännö och i sjöscoutgården på Klippan. 